# Новомихайловское (Смоленская область)
Новомиха́йловское — деревня в Смоленской области России, в Монастырщинском районе.
Население — 300 жителей (2007 год). Административный центр Новомихайловского сельского поселения.

## География
Расположена в западной части области в 15 км к западу от Монастырщины, на левом берегу реки Молоховка.

## Экономика
Средняя школа.
Производственный Сельскохозяйственный Кооператив "Новомихайловский"